# Uwajima
Uwajima (宇和島市, Uwajima-shi) est une ville située dans la préfecture d'Ehime, au Japon.

## Géographie

### Localisation
Uwajima est située dans le sud-ouest de la préfecture d'Ehime, face à la mer intérieure de Seto à l'ouest.

### Municipalités limitrophes
| mer intérieure de Seto | Seiyo   | Kihoku            |
| mer intérieure de Seto | Uwajima | Matsuno, Shimanto |
| mer intérieure de Seto | Ainan   | Sukumo            |

### Démographie
En août 2023, la population s'élevait à 69 009 habitants répartis sur une superficie totale de 468,19 km2.

### Climat
Uwajima a un climat subtropical humide avec des étés chauds et des hivers frais. Les précipitations sont importantes tout au long de l'année, mais sont plus élevées de juin à septembre.
| Mois                                | jan. | fév. | mars | avril | mai  | juin | jui. | août | sep. | oct. | nov. | déc. | année |
| ----------------------------------- | ---- | ---- | ---- | ----- | ---- | ---- | ---- | ---- | ---- | ---- | ---- | ---- | ----- |
| Température minimale moyenne (°C)   | 1,8  | 2,1  | 4,5  | 9,7   | 13,8 | 18,1 | 22,4 | 23   | 19,7 | 13,5 | 8,4  | 3,9  | 11,7  |
| Température moyenne (°C)            | 5,9  | 6,5  | 9,5  | 14,7  | 18,4 | 21,8 | 25,8 | 26,6 | 23,3 | 17,9 | 12,9 | 8,1  | 15,7  |
| Température maximale moyenne (°C)   | 10,9 | 11,8 | 15,4 | 20,3  | 23,7 | 26,2 | 30,4 | 31,6 | 28,5 | 23,7 | 18,7 | 13,5 | 21,2  |
| Précipitations (mm)                 | 64   | 74   | 100  | 139   | 145  | 256  | 210  | 196  | 202  | 110  | 81   | 57   | 1 634 |
| Nombre de jours avec précipitations | 9    | 9    | 10   | 10    | 10   | 13   | 10   | 9    | 9    | 7    | 7    | 8    |       |

## Histoire
La région d'Uwajima faisait partie de l'ancienne province d'Iyo.
Avec la mise en place du système de municipalités modernes, la bourg d'Uwajima a été créé en 1889.
Le 12 juillet 1945, un bombardement intensif par des B-29 de la 20e Air Force américaine détruit une grande partie de la municipalité.
Uwajima a acquis le statut de ville en 2005.

## Culture locale et patrimoine
- Château d'Uwajima
- Taga-taisha
- Ryūkō-ji, 41e des 88 temples de la route du pèlerinage de Shikoku
- Butsumoku-ji, 42e des 88 temples de la route du pèlerinage de Shikoku

## Transports
Uwajima est desservie par les lignes Yosan et Yodo de la JR Shikoku. La gare d'Uwajima est la principale gare de la ville.

## Jumelage
Uwajima est jumelée avec :
- Honolulu (États-Unis),
- Sendai (Japon),
- Ōsaki (Japon),
- Chikuma (Japon),
- Tōbetsu (Japon).

## Personnalités liées à la municipalité
- Takatarō Kimura (1870-1931), historien, philosophe, linguiste et traducteur japonais, est né à Uwajima.
- Kashō Takabatake (1888-1966), illustrateur et peintre.
- Haruhiro Yamashita (1938-), gymnaste, double champion olympique.